# Пекінська качка

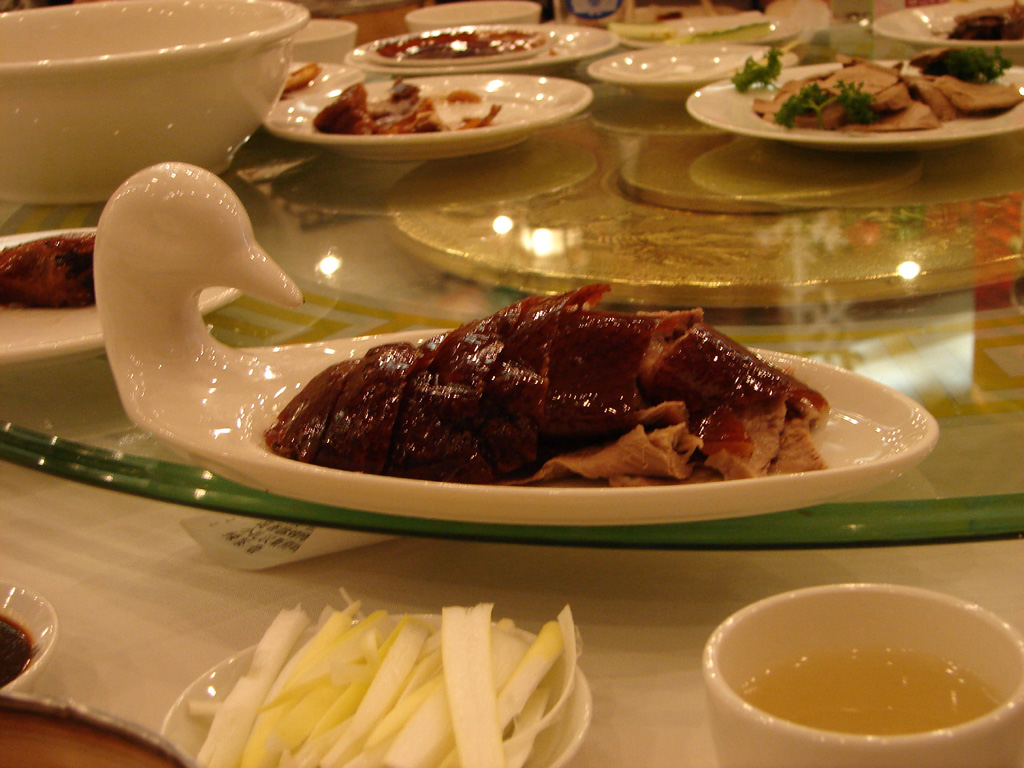
Пекінська качка

Пекі́нська ка́чка (кит.: 北京烤鴨 Běijīng kǎo yā) — одна з найвідоміших страв китайської кухні. 
В Китаї качка вважається символом щастя та чоловічого початку Ян. Рецепт пекінської качки став широко відомий з часів правління династії Юань, коли в 1330 медик і дієтолог, що відповідав за харчування імператора, Ху Сихуей, опублікував його у своїй фундаментальній праці «Найважливіші принципи харчування».
Вважається, що цей рецепт походить з провінції Шаньдун. Страва була популярною при Юаньському дворі в Пекіні, чому і поширилася повсюдно з нинішньою назвою.
Натерта медом для кольору качка, приготована в спеціальній печі. Зсередини качка вариться, для чого всередину птаха люють воду, а зовні — печеться, висячи на крюку в печі. Варто зазначити, що птах смажиться на дровах вишневого дерева, яке складають спеціальним чином так, щоб м'ясо обсмажувалось рівномірно. Шкірка качки повинна бути хрусткою, тонкою і нежирною. Перед подачею на стіл її нарізають тонкими скибочками. Подають страву з мандаринськими млинцями, якими обгортають шматочки м'яса, молодою цибулею і соусами: солодким соусом з лопуха або соусом хойсін. Додатково можуть бути додані інші окремі компоненти, наприклад огірки, нарізані соломкою.
Оскільки качка замовляється в ресторанах цілком, на бульйоні з залишками шматків після нарізки може бути зварений суп з китайської капусти, який подається після м'яса.
Пекінську качку також вживають з рисовими млинцями.
Качку в Пекіні можна скуштувати в спеціалізованих ресторанах.